# ایننا، چیبا
ایننا، چیبا (به لاتین: Inba) یک منطقهٔ مسکونی در ژاپن است که در کانتو واقع شده‌است. ایننا ۱۳٬۷۳۱ نفر جمعیت دارد.